# Brosimum alicastrum
Brosimum alicastrum Sw. è una pianta della famiglia delle Moracee.

## Descrizione
L'albero ha altezza compresa tra i 20 ed i 40 metri ed un tronco di 50–200 cm di diametro.
Le foglie sono disposte in modo alternato. I fiori hanno un colore giallastro.
I frutti, delle dimensioni di 1–2 cm,  contengono un singolo seme ed hanno dimensioni di 1–2 cm.

## Distribuzione e habitat
La specie è diffusa nell'ecozona neotropicale

## Usi
I frutti possono essere mangiati in seguito a bollitura. Si trattava di una parte fondamentale dell'alimentazione dei maya.
La legna può essere utilizzata per la realizzazione di utensili, per quanto la sua commercializzazione sia decisamente ridotta.